# 斯圖普基 (蘇梅區)
50°41′10″N 34°38′5″E / 50.68611°N 34.63472°E
斯圖普基（烏克蘭語：Ступки）是位於烏克蘭東北部的村莊，由蘇梅州蘇梅區的萊貝丁市鎮負責管轄。該村處於沃羅日巴附近的沃羅日巴河右岸，海拔高度120米，2001年人口43。